# 굿바이, 돈 그리즈!
《굿바이, 돈 그리즈!》(일본어: グッバイ、ドン・グリーズ!)는 매드하우스가 제작하고 이시즈카 아츠코가 감독한 2022년 일본의 애니메이션 모험 영화이다. 2022년 2월 18일 일본에서 개봉되었다.

## 줄거리
어릴 적 "토토" 미타라이와 "로마" 카모가와는 자신들만의 클럽인 돈 그리즈를 결성한다. 토토는 15세가 되자 고등학교에 진학하기 위해 도쿄도로 이사한다. 1년 후 토토는 로마가 아일랜드로 이사 간 그의 짝사랑 상대인 "치보리" 우라야스를 그리워하는 것을 발견한다. 토토는 로마에게 치보리에게 연락하도록 재촉하고, 로마가 그녀와 이야기하도록 치보리에게 장거리 전화를 걸기까지 한다.
토토는 또한 로마가 클럽에 새로운 멤버인 "드롭" 사쿠마를 추가했음을 알게 된다. 드롭은 로마를 설득하여 모든 돈을 들여 드론을 구입하게 한다. 그들은 그 드론을 사용하여 대규모 전문 불꽃놀이를 촬영하고, 동시에 외딴 들판에서 자신들의 불꽃놀이를 한다. 그러나 불꽃놀이 날 밤, 그들은 불꽃놀이를 켤 수 없었고 로마는 드론을 잃어버린다. 몇 시간 후, 산에서 산불이 발생한다. 다음 날, 경찰이 그들의 불발된 불꽃놀이를 발견했다는 이유로 학교 친구들은 돈 그리즈가 불을 질렀다는 소문을 퍼뜨린다. 세 친구는 그들의 드론을 찾아내고, 드론의 비디오 영상을 사용하여 자신들의 누명을 벗기기로 결정한다.
드론은 산속의 너무 외딴 곳에 착륙하여 아이들은 밤새 걸어가야 도착할 수 있다. 그들은 계획에 대해 거짓말을 하고, 수사 경찰과 곰을 피한다. 그러나 해질녘까지 도착하지 못해 작은 폭포 근처에 자리를 잡는다. 드롭은 다른 사람들에게 모든 사람이 다른 어떤 것보다 더 원하는 "보물"을 가져야 한다고 말한다. 그는 또한 아이슬란드에 살았던 시절에 대해 이야기하는데, 그곳에서 그는 한때 "황금" 폭포 옆에서 작동하는 공중전화 박스를 발견했다고 한다. 하지만 그는 또한 병원에 머물렀던 일을 언급하며, 세상이 내일 끝난다면 후회할 것이 있는지 다른 사람들에게 묻는다. 한편 토토는 학원 공부에 대해 계속 불안해하고 친구들의 유치한 행동을 꾸짖는다. 그는 심지어 다음 날 시험이 있어서 하이킹에 교과서를 가져온다. 그러나 그는 결국 진정하고 아버지의 바람대로 의사가 되고 싶은지 확신할 수 없다고 인정한다. 그는 또한 드롭에게 클럽 이름의 유래에 대해 말한다. 이 이름은 영어의 "Don't glee"에서 유래했으며, 그와 로마가 다른 아이들과 함께 웃거나 놀지 않았던 방식을 가리킨다. 토토는 결국 그의 교과서를 모닥불에 던져 넣으며 더 이상 신경 쓰지 않는다. 로마는 치보리가 그의 "보물"이라고 생각한다. 그는 그녀가 아버지의 오래된 전문 등급 사진기로 찍은 무당벌레가 있는 들판 사진을 소중히 간직한다.
다음 날, 그들은 드론을 찾아 돌아왔지만, 거의 모든 사람들이 불에 대해 잊어버린 것을 발견한다. 그러나 며칠 후, 드롭은 죽는다. 비탄에 빠진 로마는 슬픔에 돈 그리즈 클럽하우스를 파괴한다. 그러나 잔해 속에서 그들은 아이슬란드 지도가 그려진 코카콜라 두 병을 발견한다. 드롭은 이 지도에 전화 부스를 표시하는 "x"를 그렸었다. 두 친구는 부스를 찾기 위해 아이슬란드까지 날아가기로 결정한다. 며칠간의 하이킹 끝에 그들은 드롭의 황금 폭포라고 추측되는 폭포를 찾는다. 근처에서 그들은 작동하는 전화기가 완비된 전화 부스를 발견한다. 토토는 번호를 보고, 치보리에게 전화하려고 할 때 이 번호를 실수로 걸었음을 깨닫는다. 그들은 드롭이 잘못된 번호로 전화했을 때 전화를 받았고, 이로 인해 토토와 로마를 찾아 나서게 되었다고 추론한다. 그들은 또한 드롭이 남긴 쪽지를 발견했는데, 그 쪽지에는 그의 보물이 마지막 모험에서 그를 도와줄 친구들이라고 묘사되어 있었다.

## 등장인물
| 등장인물                   | 일본 성우     | 영어 성우         |
| -------------------------- | ------------- | ----------------- |
| 카모가와 로마              | 하나에 나츠키 | 아담 맥아더       |
| 미타라이 호쿠토 ("토토")   | 카지 유우키   | 닉 울프하드       |
| 사쿠마 시즈쿠 ("드롭")     | 무라세 아유무 | 조너선 레온       |
| 우라야스 치보리 ("치보리") | 하나자와 카나 | 빅토리아 그레이스 |
| 카모가와 마코              | 사시하라 리노 | 스테퍼니 셰이     |
| 카모가와 타로              | 타무라 아츠시 | 앨런 리           |

## 제작
2021년 7월, 이 영화는 매드하우스가 제작하고 이시즈카 아츠코가 감독 및 각본을 맡으며, 요시마츠 다카히로가 캐릭터 디자인을 담당하고 가도카와가 배급을 맡을 것이라고 밝혀졌다. 후지사와 요시아키가 음악을 작곡할 것이다. 영화의 메인 테마곡은 Alexandros가 부른 "Rock the World"이다. 이 영화는 2022년 2월 18일 일본 극장에서 개봉했다. 북미에서는 GKIDS가 이 영화의 판권을 획득하여 2022년 9월 14일에 개봉했다. 뮤즈 커뮤니케이션은 남아시아와 동남아시아에서 이 영화의 라이선스를 획득했다.

## 미디어

### 만화 각색
신키가 쓰고 그린 만화 각색판은 2021년 10월 15일 미디어팩토리의 월간 코믹 진 잡지에서 연재를 시작했다. 이 각색판은 2022년 2월 15일에 연재를 마쳤다.

## 수상
| 시상식                             | 시상 날짜        | 부문                                     | 수상자(들)         | 결과 | 참고   |
| ---------------------------------- | ---------------- | ---------------------------------------- | ------------------ | ---- | ------ |
| 안시 국제 애니메이션 영화제        | 2022년 6월 18일  | 최우수 애니메이션 영화                   | 굿바이, 돈 그리즈! | 후보 | [ 14 ] |
| 제15회 아시아 태평양 스크린 어워드 | 2022년 11월 11일 | 최우수 애니메이션 장편 영화              | 굿바이, 돈 그리즈! | 후보 | [ 15 ] |
| 제77회 마이니치 영화 콩쿠르        | 2022년 12월 21일 | 최우수 애니메이션 영화 / 오후지 노부로상 | 굿바이, 돈 그리즈! | 후보 | [ 16 ] |